# North Warwickshire
North Warwickshire – dystrykt w hrabstwie Warwickshire w Anglii. W 2011 roku dystrykt liczył 62 014 mieszkańców.

## Miasta
- Atherstone
- Coleshill

## Inne miejscowości
Alvecote, Ansley, Arley, Astley, Austrey, Baddesley Ensor, Bassetts Pole, Baxterley, Bentley, Birchmoor, Blythe End, Bodymoor Heath, Botts Green, Caldecote, Corley, Curdworth, Dordon, Fillongley, Foul End, Furnace End, Gilson, Great Packington, Grendon, Hartshill, Hurley Common, Hurley, Kingsbury, Lea Marston, Little Packington, Mancetter, Maxstoke, Merevale, Middleton, Nether Whitacre, Newton Regis, No Man’s Heath, Over Whitacre, Piccadilly, Polesworth, Seckington, Shustoke, Shuttington, Warton, Water Orton, Whitacre Heath, Wiggins Hill, Wishaw, Wood End k. Atherstone, Wood End k. Fillongley.